# Hamid Oraibi
Hamid Oraibi (arabisch حميد عريبي, DMG Ḥamīd ʿUraibī; * 1941 in Bagdad) ist ein ehemaliger irakischer Radrennfahrer.

## Sportliche Laufbahn
Oraibi war im Straßenradsport aktiv und Teilnehmer der Olympischen Sommerspiele 1960 in Rom. Im olympischen Straßenrennen schied er aus. Sein Landsmann Mahmood Munim und Oraibi waren die ersten irakischen Radsportler, die an Olympischen Spielen teilnahmen.